# 薩克森的瑪蒂爾德
薩克森的瑪蒂爾德（德語：Mathilde von Sachsen，1863年3月19日—1933年3月27日），薩克森國王格奧爾格的第三女（長女和次女夭折，形同長女）。
瑪蒂爾德的父親原本為她安排了與奧地利皇儲魯道夫的婚姻，但魯道夫最終選擇了比利時的史蒂芬妮。薩克森與奧地利王室隨後達成協議，讓瑪蒂爾德與魯道夫的堂弟法蘭茲·斐迪南結婚。然而，法蘭茲·斐迪南決意與情婦蘇菲結婚，瑪蒂爾德的婚事再次告吹。
多次被拒絕的瑪蒂爾德逐漸開始酗酒且時常批評其他王室成員，使她成為薩克森王室最不受歡迎的人物。瑪蒂爾德於1933年去世，死後葬在宮廷主教座堂。